# Kenner (Louisiana)
Kenner is een plaats (city) in de Amerikaanse staat Louisiana, en valt bestuurlijk gezien onder Jefferson Parish.

## Demografie
Bij de volkstelling in 2000 werd het aantal inwoners vastgesteld op 70.517.
In 2006 is het aantal inwoners door het United States Census Bureau geschat op 66.592, een daling van 3925 (-5.6%).

## Geografie
Volgens het United States Census Bureau beslaat de plaats een oppervlakte van
39,5 km², waarvan 39,2 km² land en 0,3 km² water.

## Geboren in Kenner
- Lloyd Price (1933-2021), zanger
- Jon Batiste (1986), singer-songwriter, bandleider en tv-persoonlijkheid

## Plaatsen in de nabije omgeving
De onderstaande figuur toont nabijgelegen plaatsen in een straal van 12 km rond Kenner.